# エシンネ・オクパラエボ

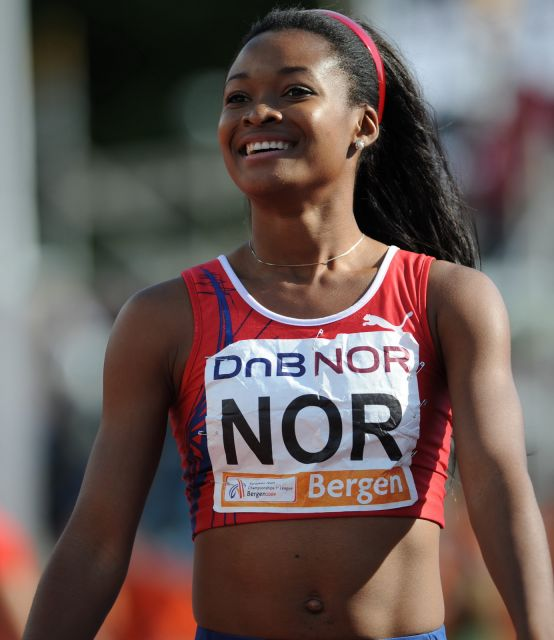
エシンネ・オクパラエボ（2009年）

エシンネ・オクパラエボ（Ezinne Okparaebo, 1988年3月3日 - ）は、ナイジェリア出身でノルウェー国籍を持つ陸上競技の短距離選手。9歳の時からノルウェーに住んでいる。
2008年の北京オリンピックにノルウェーの代表として女子100メートル走に参加した。一次予選はジャマイカのケロン・スチュワートに続いた11秒32のノルウェーの国内記録で予選を突破したものの、2次予選では11秒45に終わり、アメリカのトーリ・エドワーズ、リトアニアのリナ・グリンシケイト、ブルガリアのイベット・ラロワ＝コリオに敗れ、準決勝に進むことはできなかった。2016年のリオデジャネイロオリンピックでも100mに出場したが11秒43で予選落ちであった。